# Ланге Юрій Валентинович
Ланге Юрій Валентинович — інженер, будівельник, винахідник, громадський діяч і зачинатель винахідницького руху в Україні. Ініціатор та засновник Всеукраїнської асоціації робітників-винахідників. Жив та працював із 17 серпня 1887 по 27 січня 1928 року.

## Біографія

### Навчання та робота
Народився у 17 серпня 1877 році у Тамбовській губернії. Згодом навчався у Вологодському та Московському реальних училищах.
У 1903 році після закінчення повного курсу Київського політехнічного інституту був залишений професорським стипендіатом на кафедрі санітарної техніки професора Д. Рузьського.
У 1904 році був заочно обраний ад'юнкт-професором кафедри інженерно-будівельного мистецтва Ново-олександрійського сільськогосподарського та лісового інституту (Люблінської губернії, тепер Пулава, Польща), де і працював упродовж 1905 року.
На початку 1905 року Юрій Ланге був засуджений за революційну пропаганду серед студентів і засланий до Івангородської фортеці.
Перебуваючи в неволі, Ланге розробив водовимірювач власної конструкції, який 1909 року був удостоєний Золотої медалі Новоузенської сільгоспвиставки.
В 1906 році Ланге жив у Лондоні, там вивчав справу облаштування водогону та каналізації.
Згодом, упродовж 1907—1912 років працює у Самарській губернії, де збудував понад 700 гідротехнічних споруд.
Також 1907 року керував проектуванням та виробництвом пристроїв найбільших в Російській імперії лиманних зрошувань Новоузеньського земства (Саратовська губернія). З 28 грудня 1909 року по 6 січня 1910 року перебуває у Москві, як учасник XII з'їзду природознавців та лікарів.
З 1911 по 1912 рік працював на цукрових заводах П. Харитоненка і розробив для могутнього власника заводів проект меліорації лугів Наталіївського маєтку. Також ця розробка того ж року навіть вийшла окремим виданням в київській літо-типографії С. Кульженка.

### Діяльність на теренах України
У 1912 року Ланге, із дозволу Київської міської управи, відкриває у Києві гідротехнічну контору «Ю. Ланге и К», яка реалізовувала вже розроблений ним водовимірювач. Промислове свідоцтво на торгове підприємство 1912 року та рекламний проспект з характеристиками водовимірювача, які збереглись до сьогодні.
З 1913 року Ю. Ланге служить інженером-гідротехніком у Полтавській губернії, займаючись гідротехнічними пошуковими роботами.
Протягом 1918—1920 років очолює меліоративний підвідділ Полтавського губернського земвідділу.
У липні 1918 року подає (разом з М. Гіршем) до відділу винаходів Міністерства торгу та промисловості Української Держави дві заяви про патентування винаходів. Упродовж 1920—1922 років він викладає у Полтавському індустріальному технікумі.
З 1922 року очолює кафедру зрошування Харківського сільськогосподарського інституту, де з 7 вересня того ж року затверджений професором, а з 1 жовтня вже деканом інженерно-агрономічного факультету, викладав гідрологію та креслення.
Протягом 1924—1925 років читав курс лекцій про гідротехнічні споруди в Харківському технологічному інституті.
У 1927 році Юрій Ланге очолював відділ сільськогосподарської меліорації в Науково-дослідному інституті водного господарства.
1925 року професор Ланге обраний делегатом II Всеукраїнського з'їзду наукових працівників, який проходив 1 та 2 лютого 1925 року у Харкові.

### Смерть
Помер 27 січня 1928 року. Про що згодом опублікована стаття у першому номері всеукраїнського журналу "За винахідництво".

## Заснування Всеукраїнської асоціації винахідників
В 1924 року Юрій Ланге виступив ініціатором створення Всеукраїнської асоціації винахідників.
Установчі збори під головуванням Ю. Ланге, які пройшли у Харкові 29 квітня 1924 року, постановили, що асоціація має об'єднувати «винахідників, які мають патенти або заявочні свідоцтва, осіб технічної творчості». Згодом 29 березня 1925 року у Палаці праці Харкова відбулись ще одні загальні збори засновників, а згодом і назва асоціації була змінена на Українську асоціацію робітників винахідників (УАРВин).

## Науковий та винахідницький внесок
Науковий доробок Юрія Ланге становить понад 80 наукових робіт, а їх перелік, складений за життя вченим, займає 8 сторінок. Також Ланге був автором ряду патентів на винаходи, а саме:
- Спосіб виготовлення бетонних гвинтових паль (1902);
- Штучна шкіра з дерева (1912);
- Гелікоптер (1913);
- Водовимірювач № 2 (1924);
- Набивні стінки з цементного або глиняного бетону (1925);
- Спосіб виготовлення привідних ременів (1927);
- Переносний екваторіальний сонячний годинник (патент СРСР № 6121 від 28.08.1928, заявочне свідоцтво № 12118 від 21.10.1926);
- Пристрій для визначення ступеню водопроникності тіла греблі (патент СРСР № 4233 від 31.12.1927, заявочне свідоцтво від 16.09.1925 № 4689, разом з Н. П. Чєботарьовим) ;
- Пристрій для визначення водопроникності ґрунту під основою гідротехнічних споруд (патент СРСР № 4195 від 31.12.1927, заявочне свідоцтво № 2637 від 27.04.1925, разом з Н. П. Чєботарьовим);
- Промивний бак для клозетів" (патент СРСР № 4250 від 31.12.1927) та видозміни до нього (патент № 12252 від 31.12.1929 разом з Ф. Реусовим та М. Сергієнком, заявочне свідоцтво № 19110 від 29.08.1927) та багатьох інших.